# 浜五郎
浜五郎（はまごろう）は、日本の男性声優。主にアダルトゲームに出演している。

## 出演作品

### ゲーム
- SILVER CHAOS（ロレンス[1]）
  - SILVER CHAOS FAN BOX～ETERNAL FANTASIA～（ロレンス[2]）
  - Artificial Mermaid ?SILVER CHAOS Ⅱ? （ロイ[3]）
  - Silver Chaos-トリプルセレクション-（ロレンス、ロイ）
- スーツを脱いだあと… ボイス版（雨宮隆）
- 大空寺危機一髪！（大空寺凱王[4]）
- SHUFFLE!（神王[5]）
  - SHUFFLE! Essence+（神王[6]）
  - Really? Really!（ユーストマ[7]）
- Dessert Love -彼とのはじまり-（榊誠司[8]）
  - Dessert Love Sweet Plus（榊誠司）
- ハンクス・ワークショップ！（新倉健吾[9]）
- MAID iN HEAVEN SuperS（ジョー・スパロツキス[10]）
- マブラヴ オルタネイティヴ（安倍艦長）
- 夢をもう一度（一姫真矢[11]）
  - 夢をもう一度 幸福の風（一姫真矢）
  - Mirai Memorial Box Vol.2（一姫真矢）
- Under the Moon ～つきいろ絵本～（魔王[12]）
- あっぱれ!天下御免（徳河秀忠[13]）
- 真剣で私に恋しなさい!S（ナレーション）
  - 真剣で私に恋しなさい! A-3（ナレーション）
- アユマユ オルタネイティブ（大空寺凱王）

### ドラマCD
- Dessert Love-Sweet Days-（榊誠司[14]））
- Under The Moon ～あの月の下で～（魔王）